# Travagliato

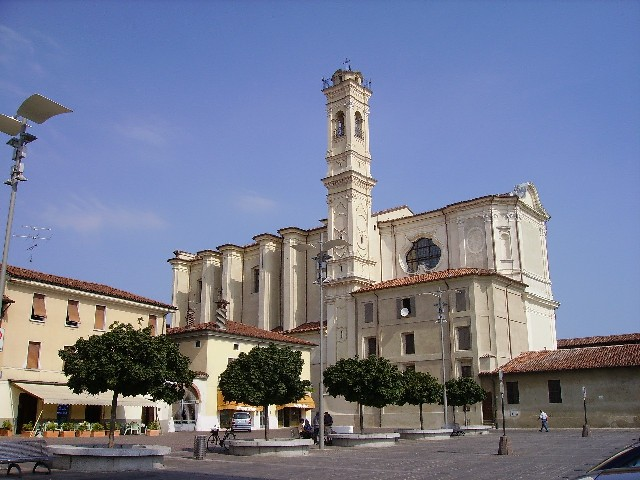
Parochialkirche von Travagliato

Travagliato ist eine norditalienische Gemeinde (comune) mit 13.931 Einwohnern (Stand 31. Dezember 2024) in der Provinz Brescia in der Lombardei.
Seit 2001 führt die Gemeinde den Titel città (Stadt). Travagliato liegt etwa 11 Kilometer westlich von Brescia.
Nordöstlich des Stadtkerns liegt der Lago degli Aironi.
Die Stadt ist auch bekannt als Cittadella del cavallo durch die im April und Mai stattfindenden Feierlichkeiten Travagliatocavalli.

## Verkehr
Travagliato liegt unterhalb der Autostrada A4 von Turin nach Triest eingerahmt von der Strada Statale 11 Padana Superiore und der Strada Statale 235 di Orezinuovi. Durch das Gemeindegebiet führt auch die Bahnstrecke Mailand-Venedig. Mit der Gemeinde Ospitaletto besteht hier der Bahnhof Ospitaletto-Travagliato.

## Städtepartnerschaft
- Beaufort-en-Vallée, Département Maine-et-Loire

## Persönlichkeiten
- Franco Baresi (* 1960), Fußballspieler und -trainer
- Giuseppe Baresi (* 1958), Fußballspieler und -trainer
- Bernhard Casper (1931–2022), deutscher Philosoph und Theologe sowie römisch-katholischer Priester, Ehrenbürger seit 2012